# 大田原市立親園中学校
大田原市立親園中学校（おおたわらしりつ ちかそのちゅうがっこう）は、栃木県大田原市花園にある公立中学校。

## 概要
通称は「親中（ちかちゅう）」。2018年に大田原市立佐久山中学校が統合された。

## 部活動
- ソフトテニス（女子）
- ソフトテニス（男子）
- 剣道
- 野球
- ソフトボール
- バレーボール
- 文化

## 通学区域
大田原市立親園小学校・宇田川小学校・佐久山小学校の通学区域（赤瀬及び北大和久を除く）に相当する。
大田原市
- 浅香5丁目の一部
- 親園の一部
- 実取の一部
- 滝沢
- 滝岡
- 花園

- 荻野目
- 宇田川

- 佐久山
- 藤沢
- 大神
- 福原

## 進学前小学校
- 大田原市立親園小学校
- 大田原市立宇田川小学校
- 大田原市立佐久山小学校